# Copa del Món de ciclisme en pista de 2004
La Copa del Món de ciclisme en pista de 2004 va ser la 12a edició de la Copa del Món de ciclisme en pista. Es va celebrar del 13 de febrer de 2004 al 16 de maig de 2004 amb la disputa de quatre proves.

## Proves
| Data              | Lloc           |
| ----------------- | -------------- |
| 13-16 febrer 2004 | Moscou         |
| 12-14 març 2004   | Aguascalientes |
| 9-11 abril 2004   | Manchester     |
| 14-16 maig 2004   | Sydney         |

## Resultats

### Masculins
| Event                 | Guanyador                                                                               | Segon                                                                              | Tercer                                                                               |
| Moscou                | Moscou                                                                                  | Moscou                                                                             | Moscou                                                                               |
| --------------------- | --------------------------------------------------------------------------------------- | ---------------------------------------------------------------------------------- | ------------------------------------------------------------------------------------ |
| Keirin                | Jens Fiedler (GER)                                                                      | Jobie Dajka (AUS)                                                                  | Pavel Buráň (CZE)                                                                    |
| Quilòmetre            | Theo Bos (NED)                                                                          | Jason Queally (GBR)                                                                | Carsten Bergemann (GER)                                                              |
| Velocitat             | Jens Fiedler (GER)                                                                      | René Wolff (GER)                                                                   | Theo Bos (NED)                                                                       |
| Velocitat per equips  | Alemanya · René Wolff · Jens Fiedler · Carsten Bergemann                                | Regne Unit · Chris Hoy · Craig McLean · Jason Queally                              | Espanya · José Antonio Escuredo · Salvador Melià · José Antonio Villanueva           |
| Persecució            | Robert Bartko (GER)                                                                     | Volodímir Diúdia (UKR)                                                             | Aleksei Màrkov (RUS)                                                                 |
| Persecució per equips | Lituània · Raimondas Vilčinskas · Aivaras Baranauskas · Linas Balciunas · Tomas Vaitkus | Ucraïna · Roman Kononenko · Volodímir Diúdia · Vitali Popkov · Volodímir Zagorodni | Rússia · Oleg Grixkin · Aleksandr Khatúntsev · Aleksei Màrkov · Aleksei Schmidt      |
| Puntuació             | Marco Arriagada (CHI)                                                                   | Milton Wynants (URU)                                                               | Juan Esteban Curuchet (ARG)                                                          |
| Scratch               | Walter Pérez (ARG)                                                                      | Volodímir Ribin (UKR)                                                              | Chris Newton (GBR)                                                                   |
| Madison               | Argentina · Juan Esteban Curuchet · Walter Pérez                                        | Àustria · Roland Garber · Franz Stocher                                            | Rússia · Oleg Grixkin · Serguei Kudentsov                                            |
| Aguascalientes        |                                                                                         |                                                                                    |                                                                                      |
| Keirin                | Mickaël Bourgain (FRA)                                                                  | Jan van Eijden (GER)                                                               | José Antonio Escuredo (ESP)                                                          |
| Quilòmetre            | Stefan Nimke (GER)                                                                      | Arnaud Tournant (FRA)                                                              | Ben Kersten (AUS)                                                                    |
| Velocitat             | Mickaël Bourgain (FRA)                                                                  | Laurent Gané (FRA)                                                                 | Josiah Ng On Lam (MAS)                                                               |
| Velocitat per equips  | França · Mickaël Bourgain · Laurent Gané · Arnaud Tournant                              | Japó · Toshiaki Fushimi · Masaki Inoue · Tomohiro Nagatsuka                        | Alemanya · Stefan Nimke · Michael Seidenbecher · Jan van Eijden                      |
| Persecució            | Sergi Escobar (ESP)                                                                     | Fabien Sanchez (FRA)                                                               | Vasil Kiryienka (BLR)                                                                |
| Persecució per equips | França · Anthony Langella · Fabien Merciris · Franck Perque · Fabien Sanchez            | Nova Zelanda · Jason Allen · Richard Bowker · Timothy Gudsell · Hayden Godfrey     | Espanya · Carlos Castaño · Sergi Escobar · Guillermo Ferrer · Asier Maeztu           |
| Puntuació             | Juan Esteban Curuchet (ARG)                                                             | Franck Perque (FRA)                                                                | Angelo Ciccone (ITA)                                                                 |
| Scratch               | Colby Pearce (EUA)                                                                      | Gregory Henderson (NZL)                                                            | Franco Marvulli (SUI)                                                                |
| Madison               | Ucraïna · Volodímir Ribin · Vasyl Yakovlev                                              | Suïssa · Alexander Aeschbach · Franco Marvulli                                     | Àustria · Roland Garber · Franz Stocher                                              |
| Manchester            |                                                                                         |                                                                                    |                                                                                      |
| Keirin                | Shane Kelly (AUS)                                                                       | Josiah Ng On Lam (MAS)                                                             | Florian Rousseau (FRA)                                                               |
| Quilòmetre            | Craig McLean (GBR)                                                                      | Theo Bos (NED)                                                                     | Sören Lausberg (GER)                                                                 |
| Velocitat             | Damian Zieliński (POL)                                                                  | Florian Rousseau (FRA)                                                             | Jan van Eijden (GER)                                                                 |
| Velocitat per equips  | Regne Unit · Chris Hoy · Craig MacLean · Jamie Staff                                    | Països Baixos · Jan Bos · Theo Bos · Teun Mulder                                   | França · Grégory Baugé · Florian Rousseau · François Pervis                          |
| Persecució            | Bradley McGee (AUS)                                                                     | Sergi Escobar (ESP)                                                                | Paul Manning (GBR)                                                                   |
| Persecució per equips | Regne Unit · Bryan Steel · Robert Hayles · Paul Manning · Chris Newton                  | Països Baixos · Levi Heimans · Jens Mouris · Peter Schep · Jeroen Straathof        | Austràlia · Ashley Hutchinson · Brett Lancaster · Bradley McGee · Stephen Wooldridge |
| Puntuació             | Joan Llaneras (ESP)                                                                     | Kam-Po Wong (HKG)                                                                  | Colby Pearce (EUA)                                                                   |
| Scratch               | Mark Renshaw (AUS)                                                                      | Franck Perque (FRA)                                                                | Robert Hayles (GBR)                                                                  |
| Madison               | República Txeca · Martin Bláha · Petr Lazar                                             | Ucraïna · Volodímir Ribin · Vasyl Yakovlev                                         | Eslovàquia · Martin Liska · Jozef Zabka                                              |
| Sydney                |                                                                                         |                                                                                    |                                                                                      |
| Keirin                | Jobie Dajka (AUS)                                                                       | José Antonio Villanueva (ESP)                                                      | Anthony Peden (NZL)                                                                  |
| Quilòmetre            | Chris Hoy (GBR)                                                                         | Ahmed López (CUB)                                                                  | Masaki Inoue (JPN)                                                                   |
| Velocitat             | Craig MacLean (GBR)                                                                     | José Antonio Villanueva (ESP)                                                      | Takashi Kaneko (JPN)                                                                 |
| Velocitat per equips  | Regne Unit · Chris Hoy · Craig MacLean · Jamie Staff                                    | Polònia · Rafal Furman · Lukasz Kwiatkowski · Damian Zieliński                     | Japó · Toshiaki Fushimi · Yuichiro Kamiyama · Tomohiro Nagatsuka                     |
| Persecució            | Paul Manning (GBR)                                                                      | Volodímir Diúdia (UKR)                                                             | Levi Heimans (NED)                                                                   |
| Persecució per equips | Regne Unit · Bryan Steel · Robert Hayles · Paul Manning · Russell Downing               | Països Baixos · Levi Heimans · Jens Mouris · Peter Schep · Jeroen Straathof        | Alemanya · Robert Bengsch · Guido Fulst · Christian Lademann · Leif Lampater         |
| Puntuació             | Colby Pearce (EUA)                                                                      | Chris Newton (GBR)                                                                 | Joan Llaneras (ESP)                                                                  |
| Scratch               | Robert Slippens (NED)                                                                   | Dean Downing (GBR)                                                                 | Matthieu Ladagnous (FRA)                                                             |
| Madison               | Argentina · Juan Esteban Curuchet · Walter Pérez                                        | Espanya · Miquel Alzamora · Joan Llaneras                                          | Suïssa · Bruno Risi · Franco Marvulli                                                |

### Femenins
| Event                 | Guanyadora                                      | Segona                                       | Tercera                                        |
| Moscou                | Moscou                                          | Moscou                                       | Moscou                                         |
| --------------------- | ----------------------------------------------- | -------------------------------------------- | ---------------------------------------------- |
| Keirin                | Guo Shuang (CHN)                                | Katrin Meinke (GER)                          | Oksana Gríxina (RUS)                           |
| 500 m. contrarellotge | Natàl·lia Tsilínskaia (BLR)                     | Jiang Cuihua (CHN)                           | Yvonne Hijgenaar (NED)                         |
| Velocitat             | Svetlana Grankovskaya (RUS)                     | Natàl·lia Tsilínskaia (BLR)                  | Tamil·la Abàssova (RUS)                        |
| Velocitat per equips  | Rússia · Svetlana Grankovskaya · Oksana Gríxina | França · Céline Nivert · Clara Sanchez       | Països Baixos · Yvonne Hijgenaar · Willy Kanis |
| Persecució            | Karin Thürig (SUI)                              | Olga Sliússareva (RUS)                       | Hanka Kupfernagel (GER)                        |
| Puntuació             | Olga Sliússareva (RUS)                          | Belem Guerrero (MEX)                         | Yoanka González (CUB)                          |
| Scratch               | Olga Sliússareva (RUS)                          | Lyudmyla Vypyraylo (UKR)                     | Giorgia Bronzini (ITA)                         |
| Aguascalientes        |                                                 |                                              |                                                |
| Keirin                | Simona Krupeckaitė (LTU)                        | Jennie Reed (EUA)                            | Anna Meares (AUS)                              |
| 500 m. contrarellotge | Natàl·lia Tsilínskaia (BLR)                     | Anna Meares (AUS)                            | Yvonne Hijgenaar (NED)                         |
| Velocitat             | Natàl·lia Tsilínskaia (BLR)                     | Tanya Lindenmuth (EUA)                       | Simona Krupeckaitė (LTU)                       |
| Velocitat per equips  | Austràlia · Rosealee Hubbard · Anna Meares      | França · Céline Nivert · Clara Sanchez       | Països Baixos · Yvonne Hijgenaar · Willy Kanis |
| Persecució            | Sarah Ulmer (NZL)                               | Elena Tchalykh (RUS)                         | Emma Davies (GBR)                              |
| Puntuació             | Erin Mirabella (EUA)                            | Lada Kozlíková (CZE)                         | Yoanka González (CUB)                          |
| Scratch               | Elena Tchalykh (RUS)                            | Gema Pascual (ESP)                           | Sarah Ulmer (NZL)                              |
| Manchester            |                                                 |                                              |                                                |
| Keirin                | Jennie Reed (EUA)                               | Susan Panzer (GER)                           | Daniela Larreal (VEN)                          |
| 500 m. contrarellotge | Yvonne Hijgenaar (NED)                          | Jiang Yonghua (CHN)                          | Victoria Pendleton (GBR)                       |
| Velocitat             | Victoria Pendleton (GBR)                        | Irina Ianòvitx (UKR)                         | Susan Panzer (GER)                             |
| Velocitat per equips  | Alemanya · Katrin Meinke · Susan Panzer         | França · Céline Nivert · Clara Sanchez       | Austràlia · Rosealee Hubbard · Kristine Bayley |
| Persecució            | Katherine Bates (AUS)                           | Emma Davies (GBR)                            | Hanka Kupfernagel (GER)                        |
| Puntuació             | Katherine Bates (AUS)                           | Hanka Kupfernagel (GER)                      | Belem Guerrero (MEX)                           |
| Scratch               | Alison Wright (AUS)                             | Rochelle Gilmore (AUS)                       | Rebecca Quinn (EUA)                            |
| Sydney                |                                                 |                                              |                                                |
| Keirin                | Guo Shuang (CHN)                                | Jennie Reed (EUA)                            | Katrin Meinke (GER)                            |
| 500 m. contrarellotge | Yvonne Hijgenaar (NED)                          | Lori-Ann Muenzer (CAN)                       | Clara Sanchez (FRA)                            |
| Velocitat             | Anna Meares (AUS)                               | Tanya Lindenmuth (EUA)                       | Lori-Ann Muenzer (CAN)                         |
| Velocitat per equips  | Alemanya · Katrin Meinke · Kathrin Freitag      | Austràlia · Rosealee Hubbard · Rebecca Ellis | Rússia · Anastassia Txulkova · Oksana Gríxina  |
| Persecució            | Sarah Ulmer (NZL)                               | Karin Thürig (SUI)                           | Alexis Rhodes (AUS)                            |
| Puntuació             | Alexis Rhodes (AUS)                             | Lyudmyla Vypyraylo (UKR)                     | Sarah Ulmer (NZL)                              |
| Scratch               | Adrie Visser (NED)                              | Gu Sun-geun (KOR)                            | Rebecca Quinn (EUA)                            |

## Classificacions

### Països
| Rang | País/Equip    | Moscou | Aguascalientes | Manchester | Sydney | Total |
| ---- | ------------- | ------ | -------------- | ---------- | ------ | ----- |
| 1    | Alemanya      |        |                |            |        | 406   |
| 2    | França        |        |                |            |        | 396   |
| 3    | Austràlia     |        |                |            |        | 393   |
| 4    | Regne Unit    |        |                |            |        | 339   |
| 5    | Països Baixos |        |                |            |        | 294   |
| 6    | Rússia        |        |                |            |        | 265   |
| 7    | Estats Units  |        |                |            |        | 262   |
| 8    | Espanya       |        |                |            |        | 203   |
| 9    | Ucraïna       |        |                |            |        | 184   |
| 10   | Belarús       |        |                |            |        | 129   |

### Masculins
| Pos. | Ciclista         | Mos | Agu | Man | Syd | Pts |  |
| 1.   | Jobie Dajka      |     |     |     |     |     |  |
| 2.   | Mickaël Bourgain |     |     |     |     |     |  |
| 3.   | Josiah Ng On Lam |     |     |     |     |     |  |

| Pos. | Ciclista     | Mos | Agu | Man | Syd | Pts |
| 1.   | Theo Bos     |     |     |     |     |     |
| 2.   | Ahmed López  |     |     |     |     |     |
| 3.   | Stefan Nimke |     |     |     |     |     |

| Pos. | Ciclista         | Mos | Agu | Man | Syd | Pts |
| 1.   | Damian Zieliński |     |     |     |     |     |
| 2.   | René Wolff       |     |     |     |     |     |
| 3.   | Laurent Gané     |     |     |     |     |     |

| Pos. | Ciclista         | Mos | Agu | Man | Syd | Pts |
| 1.   | Sergi Escobar    |     |     |     |     |     |
| 2.   | Paul Manning     |     |     |     |     |     |
| 3.   | Volodímir Diúdia |     |     |     |     |     |

| Pos. | Equip      | Mos | Agu | Man | Syd | Pts |
| 1.   | Regne Unit |     |     |     |     |     |
| 2.   | Alemanya   |     |     |     |     |     |
| 3.   | França     |     |     |     |     |     |

| Pos. | Equip        | Mos | Agu | Man | Syd | Pts |
| 1.   | Nova Zelanda |     |     |     |     |     |
| 2.   | Regne Unit   |     |     |     |     |     |
| 3.   | França       |     |     |     |     |     |

| Pos. | Ciclista        | Mos | Agu | Man | Syd | Pts |
| 1.   | Franco Marvulli |     |     |     |     |     |
| 2.   | Colby Pierce    |     |     |     |     |     |
| 3.   | Robert Slippens |     |     |     |     |     |

| Pos. | Ciclista  | Mos | Agu | Man | Syd | Pts |
| 1.   | Suïssa    |     |     |     |     |     |
| 2.   | Argentina |     |     |     |     |     |
| 3.   | Àustria   |     |     |     |     |     |

#### Puntuació
| Pos. | Ciclista      | Mos | Agu | Man | Syd | Pts |
| 1.   | Joan Llaneras |     |     |     |     |     |
| 2.   | Chris Newton  |     |     |     |     |     |
| 3.   | Colby Pierce  |     |     |     |     |     |

### Femenins
| Pos. | Ciclista       | Mos | Agu | Man | Syd | Pts |
| 1.   | Jennie Reed    |     |     |     |     |     |
| 2.   | Katrin Meinke  |     |     |     |     |     |
| 3.   | Oksana Gríxina |     |     |     |     |     |

| Pos. | Ciclista              | Mos | Agu | Man | Syd | Pts |
| 1.   | Yvonne Hijgenaar      |     |     |     |     |     |
| 2.   | Natàl·lia Tsilínskaia |     |     |     |     |     |
| 3.   | Jiang Cuihua          |     |     |     |     |     |

| Pos. | Ciclista              | Mos | Agu | Man | Syd | Pts |
| 1.   | Natàl·lia Tsilínskaia |     |     |     |     |     |
| 2.   | Victoria Pendleton    |     |     |     |     |     |
| 3.   | Svetlana Grankovskaya |     |     |     |     |     |

| Pos. | Ciclista     | Mos | Agu | Man | Syd | Pts |
| 1.   | Sarah Ulmer  |     |     |     |     |     |
| 2.   | Karin Thürig |     |     |     |     |     |
| 3.   | Emma Davies  |     |     |     |     |     |

| Pos. | Ciclista         | Mos | Agu | Man | Syd | Pts |
| 1.   | Belem Guerrero   |     |     |     |     |     |
| 2.   | Yoanka González  |     |     |     |     |     |
| 3.   | Olga Sliússareva |     |     |     |     |     |

| Pos. | Ciclista           | Mos | Agu | Man | Syd | Pts |
| 1.   | Olga Sliússareva   |     |     |     |     |     |
| 2.   | Lyudmyla Vypyraylo |     |     |     |     |     |
| 3.   | Gema Pascual       |     |     |     |     |     |

#### Velocitat per equips
| Pos. | Ciclista  | Mos | Agu | Man | Syd | Pts |
| 1.   | Austràlia |     |     |     |     |     |
| 2.   | França    |     |     |     |     |     |
| 3.   | Alemanya  |     |     |     |     |     |